# Steganopsis buruensis
Steganopsis buruensis är en tvåvingeart som beskrevs av Malloch 1929. Steganopsis buruensis ingår i släktet Steganopsis och familjen lövflugor. Inga underarter finns listade i Catalogue of Life.